# Elite Gym Massilia
L’Elite Gym Massilia est une compétition internationale de gymnastique artistique féminine organisée par le Pôle France de Marseille dont la première édition remonte à 1988, initialement sous le nom de Massilia Gym Cup.
Elle se déroule au palais des sports de Marseille d’une capacité de 7200 places, au mois de novembre.
L'édition 2022 est annulée en raison du contexte local du monde de la gymnastique,.
En 2023 le Pôle France de gym de Marseille ferme, entraînant avec lui la fin de l'Elite gym Massilia organisé par celui-ci tous les automnes depuis 1988. La mairie de Marseille souhaite un remplacement par un autre grand événement gymnique dès 2024.

## Compétitions
L’événement regroupe en réalité plusieurs compétitions, destinées à différentes gymnastes :
- Tournoi Open Massigaliade (13 ans minimum, équipe de 4, code FFG)
- Open Massilia (14 ans minimum, équipe de 4, code FIG, qualificatives pour le Master et les finales du Master)
- Cigale Espoir (11-12-13 ans espoir, individuel, classement par âge, code FIG avec bonus)
- Massigaliades Cigalettes (10-9 ans, individuel, code FFG)
- Cigales Avenir (10-9 ans avenir, classement par âge, code FFG programme RERJ)
- Mini cigales (11-12-13 ans, individuel, code FFG)
- Master Massilia (14 ans minimum, ouverte aux équipes du top 8 des jeux olympiques, équipe de 4, code FIG)
- Top Massilia Junior/Senior (individuel, code FIG)
- Gala (invitation d’artistes, gymnastes…)

## Palmarès (Master)
Palmarès 2010-2021 :

### Concours général

#### Par équipe
| Année | Or                                                                     | Argent                                                                   | Bronze                                                                         |
| ----- | ---------------------------------------------------------------------- | ------------------------------------------------------------------------ | ------------------------------------------------------------------------------ |
| 2010  | Russie                                                                 | France                                                                   | Australie                                                                      |
| 2011  | Russie                                                                 | France Senior                                                            | Canada                                                                         |
| 2012  | Russie                                                                 | Canada                                                                   | Futures Gym Center                                                             |
| 2013  | Roumanie                                                               | Russie                                                                   | Grande-Bretagne                                                                |
| 2014  | Italie                                                                 | Russie                                                                   | Belgique                                                                       |
| 2015  | France                                                                 | Russie                                                                   | Roumanie                                                                       |
| 2016  | Russie                                                                 | France                                                                   | France Open                                                                    |
| 2017  | France                                                                 | Russie                                                                   | Canada Open                                                                    |
| 2018  | France                                                                 | Russie                                                                   | Belgique                                                                       |
| 2019  | Russie Yana Vorona Viktoria Listunova Liliia Akhaimova Maria Minaeva   | France Alizee Letrange Mouakit Kaylia Nemour Thaïs Boura Morgane Osyssek | Grande Bretagne Jennifer Gadirova Phoebe Jakubczyk Alice Sumners Lucy Stanhope |
| 2021, | Italie Asia D'Amato Manila Esposito Angela Andreoli Veronica Mandriota | France Célia Serber Taïs Boura Morgane Osyssek Lucie Henna               | France Open Léa Franceries Clarisse Passeron Maëva Guery Mathilde Wahl         |

#### Individuelle
| Année | Or                   | Argent                       | Bronze                      |
| ----- | -------------------- | ---------------------------- | --------------------------- |
| 2010  | Tatiana Nabieva      | Aurélie Malaussena Listunova | Doriane Thobie              |
| 2011  | Victoria Komova      | Victoria Moors               | Emily Little                |
| 2012  | Evgenia Shelgunova   | Siyi Chen                    | Ida Gustaffson              |
| 2013  | Larisa Iordache      | Andrea Munteanu              | Ekaterina Kramarenko        |
| 2014  | Darya Spiridonova    | Giorgia Campana              | Nina Derwael                |
| 2015  | Angelina Melnikova   | Marine Brevet                | Diana Bulimar               |
| 2016  | Anastasia Ilianikova | Elena Eremina                | Mélanie De Jesus Dos Santos |
| 2017  | Angelina Melnikova   | Mélanie De Jesus Dos Santos  | Anne-Marie Padurariu        |
| 2018  | Léa Marques          | Carolann Heduit              | Mia Saint-Pierre            |
| 2019  | Iana Vorona          | Viktoria Listunova           | Alizee Letrange Mouakit     |
| 2021  | Asia D'Amato         | Taïs Boura                   | Clarisse Passeron           |

### Concours par agrès

#### Poutre
| Année | Or                          | Argent              | Bronze              |
| ----- | --------------------------- | ------------------- | ------------------- |
| 2010  | Aurélie Malaussena          | Ksenia Afanasyeva   | Irina Paun          |
| 2011  | Marine Brevet               | Viktoria Komova     | Manon Cormoreche    |
| 2012  | Gabriella Douglas           | Bérengère Fransolet | Victoria Kozmina    |
| 2013  | Larisa Iordache             | Andreea Munteanu    | Evgeniya Shelgunova |
| 2014  | Claire Martin               | Ayu Koike           | Carlotta Ferlito    |
| 2015  | Laura Jurcă                 | Enus Mariani        | Nina Derwael        |
| 2016  | Mélanie De Jesus Dos Santos | Anastasia Iliankova | Irina Alexeeva      |
| 2017  | Ana Padurariu               | Angelina Simakova   | Juliette Bossu      |
| 2018  | Elena Gerasimova            | Sheyen Petit        | Aline Friess        |
| 2021  | Léa Franceries              | Kéziah Langendock   | Sara Van Disseldorp |

#### Saut
| Année | Or                | Argent             | Bronze                      |
| ----- | ----------------- | ------------------ | --------------------------- |
| 2010  | Tatiana Nabieva   | Aurélie Malaussena | Natalia Joura               |
| 2011  | Tatiana Nabieva   | Sarah Flett        | Marisa Dick                 |
| 2012  | Emma Larsson      | Maria Kharenkova   | Sabrina Gill                |
| 2013  | Alla Sosnitskaya  | Larisa Iordache    | Elissa Downie               |
| 2014  | Maria Paseka      | Shallon Olsen      | Noël van Klaveren           |
| 2015  | Laura Jurcă       | Axelle Klinckaert  | Camille Bahl                |
| 2016  | Coline Devillard  | Elena Eremina      | Naomi Lee                   |
| 2017  | Angelina Simakova | Sophie Marois      | Mélanie De Jesus Dos Santos |
| 2018  | Lilia Akhaimova   | Rachel Riley       | Mia Saint-Pierre            |
| 2021  | Asia D'Amato      | Léa Franceries     | Célia Serber                |

#### Sol
| Année | Or                          | Argent            | Bronze            |
| ----- | --------------------------- | ----------------- | ----------------- |
| 2010  | Terry Grand'Ri              | Ksenia Afanasyeva | Léa Callon        |
| 2011  | Victoria Moors              | Marine Brevet     | Ashleigh Brennan  |
| 2012  | Maria Kharenkova            | Heaven Latimer    |                   |
| 2013  | Larissa Iordache            | Andrea Munteanu   | Elissa Downie     |
| 2014  | Axelle Klinckaert           | Olivia Cimpian    | Lara Mori         |
| 2015  | Diana Bulimar               | Axelle Klinckaert | Marine Brevet     |
| 2016  | Anastasia Iliankova         | Taeja James       | Victoria Jurca    |
| 2017  | Mélanie De Jesus Dos Santos | Juliette Bossu    | Axelle Klinckaert |
| 2018  | Lilia Akhaimova             | Léanne Bourgeois  | Alina Stepanova   |
| 2021  | Angela Andreoli             | Morgane Osyssek   | Kéziah Langendock |

#### Barres asymétrique
| Année | Or                          | Argent               | Bronze             |
| ----- | --------------------------- | -------------------- | ------------------ |
| 2010  | Tatiana Nabieva             | Aurélie Malaussena   | Nikki Chung        |
| 2011  | Viktoria Komova             | Tatiana Nabieva      | Georgia-Rose Brown |
| 2012  | Siyi Chen                   | Victoria Kozmina     | Zhilin Liu         |
| 2013  | Louise Vanhille             | Ekaterina Kramarenko | Victoria-Kayen Woo |
| 2014  | Darya Spiridonova           | Rose-Kaying Woo      | Giorgia Campana    |
| 2015  | Natalia Kapitonova          | Enus Mariani         | Oréane Lechenault  |
| 2016  | Irina Alexeeva              | Anastasia Iliankova  | Alison Lepin       |
| 2017  | Mélanie De Jesus Dos Santos | Lorette Charpy       | Ksenia Klimenko    |
| 2018  | Carolann Heduit             | Margaux Daveloose    | Jessica Dowling    |
| 2021  | Taïs Boura                  | Célia Serber         | Silane Mielle      |